# アビッド・テクノロジー
アビッド・テクノロジー（英: Avid Technology, Inc.）は、1987年8月にビル・ワーナによって設立された、アメリカ合衆国マサチューセッツ州バーリントンに本社を置く映像および音響関連の製品を開発、販売する企業である。
日本法人であるアビッドテクノロジー株式会社は千葉県印西市大塚２丁目９番地３に所在しており、1993年にアビッドジャパン株式会社として設立され、後の2003年11月1日に現在のアビッドテクノロジー株式会社へ社名を変更した。
1995年にはPro ToolsなどのDAWが製品群にあるDigidesign を子会社化し、ビデオとオーディオの両ワークステーション分野がAVIDに統合された。
AVID社のノンリニア製品は、テレビ、映画、コマーシャル、メディア・クリエートなどの現場で使用され、最新のフラッグシップ機種では1080iのHD画像を廉価システムでも扱えるような製品群がある。ノンリニアビデオ編集ソフトもAvidと呼ばれ、映画のスタッフロールなどにも「Avid エディター」という肩書きのスタッフがいることがある。

## 来歴
Avidは、1987年にアポロコンピュータでマーケティング・マネージャーを担当していた William J. Warner によって創設された。ビル・ワーナーがビデオテープ映像をリアルタイムでデジタル・ハードディスクにコピーする手段を発明し、この発明によって、ビデオエディターは従来のテープを使用する手段に比べて、コンピュータで素材の確認、カット、シークエンスのアレンジをより簡単に、そして短時間で行えるようになった。この画期的な発明によって、メディアとエンターテイメント産業で新しく「ノンリニア編集」（NLE）というカテゴリが生まれ、ビデオと映画の映像を編集する方法に革命を起こした。今日、Avidのフラッグシップ・デジタルビデオ編集システム、Media Composerは、映画とテレビの編集を行う世界中のプロエディターにより使用されている。
第1世代となるノンリニア編集機「Avid/1」のプロトタイプが1988年4月の 全米放送事業者協会（NAB）で発表された。Avid/1 は Macintosh IIをベースにAVID社独自のハードウェアとソフトウェアをインストールして動作するシステムだった。1989年4月の NAB ショーでは Avid/1 が正式発表され、ビデオ編集の分野においては大きな変革をもたらすノンリニア編集という新しい分野及び機種として注目される事となった。
1990年代初頭、AVID製品はそれまでの Moviola、Steenbeck、KEM flatbed editors などのビデオ編集機と入れ替えられる形で導入されるようになり、フィルムなどの画像編集者の編集作業に効率的なワークフローをもたらすようになった。
初期のノンリニア編集機は1992年にはフィルムなどの画像編集者達に歓迎され、それまでの非ノンリニア編集作業と比べ絶賛される事となった。そして1994年にはフィルム編集分野において新たなデジタル編集システムとして浸透する事となった。1995年には多くの映像編集機器がAVID製品に切り替わる事となり、映画のエンド・クレジットなどでもAVIDの名称がクレジットされるようになった。1996年、ウォルター・マーチ（Walter Murch）がAVIDシステムを使用した映画『イングリッシュ・ペイシェント』でアカデミー賞の編集部門でアカデミー科学技術賞を受賞し、これがAVIDでデジタル・ドメインでのノンリニア編集が行われた最初のオスカー受賞映画となった。
1994年、AVIDは Open Media Framework（OMF）を発表した。これは膨大な映像データとメディアを共有する為のオープン・スタンダード・フィルム・フォーマットで、ノンリニア編集分野での利便性と合理性を持ち合わせた方式となっている。長い期間映画制作会社は、膨大な作品原版フィルムを巨大な倉庫で厳密な管理下において保存してきたが、OMFの登場によってデジタイズされた画像データとしての統合的管理がしやすくなった。そして2006年には新たな製品として「Avid Interplay」と「Unity Isis」を登場させた。
かつてAVIDは、プロフェッショナル現場と同様の編集を行うための家庭用の編集機として（Apple Final Cut ProやAdobe Premiere等といったソフトウェアと対抗できる製品として） Xpress DV を提供していた。さらに低価格の Xpress Pro では無料でダウンロード可能な Avid Free DV も用意された。 これは Media Composer のインターフェースに親しんでもらうことを目的としており、機能は限定されていた。その後、これらの製品は生産終了となったが、Media Composer自体が価格を下げ、また学校/学生向けにはさらに大幅な値下げを行っている。
1995年にオーディオのDigidesignを買収し、オーディオ製品のラインアップが追加され、Avidはビデオ（映像）とオーディオ　両方のソリューションを持つメーカーとなった。
ポスト・プロダクションでのＭＡ作業の際、編集とのやりとりが同じメーカー製品の下、スムーズに行われる事となった。
2014年NABにて戦略的構想Avid Everywhereを発表。
この戦略的構想 Avid Everywhereに基づき、数々の画期的なソリューションを発表。最近では、Avid MediaCentral Platformを基に作られたSibelius® | Cloud Publishing や　Pro Tools 12、また、Pro Toolsの能力と同じ機能を数多く提供する無償版Pro Tools | Firstを公開した。

## 主要製品
| - Interplay - Media Composer - Pro Tools - Pro Tools \| S6 - System 5 - Sibelius - ISIS - VENUE - DNxHD codec (VC-3) - DNxHR codec | 売却された製品 - Softimage XSI (現在は、Autodesk が所有) - Pinnacle PCTV (現在は、Hauppauge Digital が所有) - Pinnacle Studio (現在は、Corel が所有) 生産完了品 - CamCutter - Cinema - Elastic Reality - Media Suite Pro - Film Composer - Free DV - Matador - MCXpress - Media Illusion - Videoshop - Xpress - Xpress DV - Xpress Pro - Xpress Pro Studio HD |